# Emre Çolak
Emre Çolak (Istanbul, 20 maggio 1991) è un calciatore turco, centrocampista svincolato.

## Carriera

### Club
Inizia a giocare a calcio nell'Atışalanıspor, in cui milita dal 2002 al 2004. Invitato a giocare con le giovanili del Beşiktaş, vi rimane per alcuni mesi, prima di fare ritorno all'Atışalanıspor. Nel 2004, all'età di 13 anni, entra nel vivaio del Galatasaray. Esordisce in prima squadra il 17 gennaio 2010, segnando due gol al debutto in Coppa di Turchia contro il Denizli Belediyespor, nella gara vinta per 5-1 in casa. L'allenatore Frank Rijkaard lo fa esordire in Süper Lig il 24 gennaio seguente, inserendolo al posto di Arda Turan nel secondo tempo della partita casalinga contro il  Gaziantepspor, vinta per 1-0. Il primo gol con il club di Istanbul lo segna all'ultima di campionato, nella partita persa per 2-1 sul campo del Gençlerbirliği.
Inizia ad essere impiegato con regolarità nel 2011-2012, stagione in cui segna i suoi primi gol stagionali nella partita vinta per 4-1 contro l'İstanbul Başakşehir. Il 25 gennaio 2012 segna un altro gol in una partita vinta per 4-0 contro l'Ankaragücü. Il 16 febbraio 2012 prolunga il proprio contratto con il club turco sino al 2016. Il 19 settembre seguente esordisce in UEFA Champions League a Old Trafford contro il Manchester Utd, subentrando nel secondo tempo della partita persa per 1-0. Segna il primo gol della stagione 2012-2013 contro il Beşiktaş nella partita vinta per 2-1. Con il Galatasaray vince 3 campionati, 3 coppe e 3 supercoppe nazionali.
Il 27 maggio 2016 si trasferisce al Deportivo La Coruña, con cui firma un triennale.
Dopo due anni in Spagna, nel 2018 si trasferisce negli Emirati Arabi Uniti, all'Al-Wahda.
Il 2 gennaio 2020 torna al Deportivo.
Il 30 dicembre 2021 firma per l'İstanbul Başakşehir.
Ad agosto 2022, firmerà per il Göztepe. Dopo appena 8 presenze, il 21 novembre 2022, lascia il club turco.
Il 27 gennaio 2023, torna in Spagna dopo 3 anni, firmando per l'Intercity CF, militante nella Primera Federación, con un contratto valido fino alla fine della stagione. Inizialmente, il giocatore annuncerà il ritiro dal calcio giocato e il conseguente addio al club appena dopo 17 giorni dalla firma, annunciando il ritiro dal calcio giocato tramite Instagram, ma in seguito il giocatore ha ritirato il post, tornando 24 ore dopo l'annuncio. Lascerà il club dopo 9 presenze in campionato il 3 maggio 2023.

### Nazionale
Dopo aver compiuto tutta la trafila nelle nazionali giovanili turche, debutta con la nazionale maggiore turca il 12 ottobre 2012 allo Stadio Şükrü Saraçoğlu nella partita persa per 0-1 contro la Romania, valida per le qualificazioni al campionato del mondo 2014.

## Statistiche

### Presenze e reti nei club
Statistiche aggiornate al 25 agosto 2020.
| Stagione           | Squadra             | Campionato         | Campionato | Campionato | Coppe nazionali | Coppe nazionali | Coppe nazionali | Coppe continentali | Coppe continentali | Coppe continentali | Altre coppe | Altre coppe | Altre coppe | Totale | Totale |
| Stagione           | Squadra             | Comp               | Pres       | Reti       | Comp            | Pres            | Reti            | Comp               | Pres               | Reti               | Comp        | Pres        | Reti        | Pres   | Reti   |
| ------------------ | ------------------- | ------------------ | ---------- | ---------- | --------------- | --------------- | --------------- | ------------------ | ------------------ | ------------------ | ----------- | ----------- | ----------- | ------ | ------ |
| 2009-2010          | Galatasaray         | SL                 | 8          | 1          | TK              | 3               | 3               | UEL                | 0                  | 0                  | -           | -           | -           | 11     | 4      |
| 2010-2011          | Galatasaray         | SL                 | 13         | 0          | TK              | 3               | 0               | UEL                | 1                  | 0                  | -           | -           | -           | 17     | 0      |
| 2011-2012          | Galatasaray         | SL                 | 25+4       | 3+0        | TK              | 1               | 0               | -                  | -                  | -                  | -           | -           | -           | 30     | 3      |
| 2012-2013          | Galatasaray         | SL                 | 24         | 1          | TK              | 2               | 1               | UCL                | 6                  | 0                  | ST          | 1           | 0           | 33     | 2      |
| 2013-2014          | Galatasaray         | SL                 | 15         | 0          | TK              | 7               | 1               | UCL                | 0                  | 0                  | ST          | 1           | 0           | 23     | 1      |
| 2014-2015          | Galatasaray         | SL                 | 25         | 4          | TK              | 9               | 2               | UCL                | 2                  | 0                  | ST          | 0           | 0           | 36     | 6      |
| 2015-2016          | Galatasaray         | SL                 | 18         | 1          | TK              | 9               | 2               | UCL                | 2                  | 0                  | ST          | 1           | 0           | 30     | 3      |
| Totale Galatasaray | Totale Galatasaray  | Totale Galatasaray | 128+4      | 10         |                 | 34              | 9               |                    | 11                 | 0                  |             | 3           | 0           | 180    | 19     |
| 2016-2017          | Deportivo La Coruña | PD                 | 33         | 3          | CR              | 3               | 0               | -                  | -                  | -                  | -           | -           | -           | 36     | 3      |
| 2017-2018          | Deportivo La Coruña | PD                 | 26         | 1          | CR              | 1               | 1               | -                  | -                  | -                  | -           | -           | -           | 27     | 2      |
| 2018-2019          | Al-Wahda            | AGL                | 14         | 1          | KC              | 0               | 0               | -                  | 0                  | 0                  | -           | 0           | 0           | 14     | 1      |
| set. 2019          | Al-Wahda            | AGL                | 1          | 0          | KC              | 0               | 0               | -                  | 0                  | 0                  | -           | 0           | 0           | 1      | 0      |
| Totale Al-Wahda    | Totale Al-Wahda     | Totale Al-Wahda    | 15         | 1          |                 | 0               | 0               |                    | 0                  | 0                  |             | 0           | 0           | 15     | 1      |
| gen.-ago. 2020     | Deportivo La Coruña | SD                 | 16         | 2          | CR              | 0               | 0               | -                  | 0                  | 0                  | -           | 0           | 0           | 16     | 2      |
| Totale Deportivo   | Totale Deportivo    | Totale Deportivo   | 75         | 6          |                 | 4               | 1               |                    | 0                  | 0                  |             | 0           | 0           | 79     | 7      |
| Totale carriera    | Totale carriera     | Totale carriera    | 218+4      | 16         |                 | 38              | 10              |                    | 11                 | 0                  |             | 3           | 0           | 274    | 24     |

### Cronologia presenze e reti in nazionale
| Cronologia completa delle presenze e delle reti in nazionale ― Turchia | Cronologia completa delle presenze e delle reti in nazionale ― Turchia | Cronologia completa delle presenze e delle reti in nazionale ― Turchia | Cronologia completa delle presenze e delle reti in nazionale ― Turchia | Cronologia completa delle presenze e delle reti in nazionale ― Turchia | Cronologia completa delle presenze e delle reti in nazionale ― Turchia | Cronologia completa delle presenze e delle reti in nazionale ― Turchia | Cronologia completa delle presenze e delle reti in nazionale ― Turchia |
| Data                                                                   | Città                                                                  | In casa                                                                | Risultato                                                              | Ospiti                                                                 | Competizione                                                           | Reti                                                                   | Note                                                                   |
| ---------------------------------------------------------------------- | ---------------------------------------------------------------------- | ---------------------------------------------------------------------- | ---------------------------------------------------------------------- | ---------------------------------------------------------------------- | ---------------------------------------------------------------------- | ---------------------------------------------------------------------- | ---------------------------------------------------------------------- |
| 12-10-2012                                                             | Istanbul                                                               | Turchia                                                                | 0 – 1                                                                  | Romania                                                                | Qual. Mondiali 2014                                                    | -                                                                      | 69’                                                                    |
| 17-11-2015                                                             | Istanbul                                                               | Turchia                                                                | 3 – 0                                                                  | Grecia                                                                 | Amichevole                                                             | -                                                                      | 63’                                                                    |
| 27-3-2017                                                              | Eskişehir                                                              | Turchia                                                                | 3 – 1                                                                  | Moldavia                                                               | Amichevole                                                             | -                                                                      | 69’                                                                    |
| 5-6-2017                                                               | Skopje                                                                 | Macedonia                                                              | 0 – 0                                                                  | Turchia                                                                | Amichevole                                                             | -                                                                      | 79’                                                                    |
| Totale                                                                 |                                                                        | Presenze                                                               | 4                                                                      |                                                                        | Reti                                                                   | 0                                                                      |                                                                        |

## Palmarès

### Club

#### Competizioni nazionali
- Campionato turco: 3

Galatasaray: 2011-2012, 2012-2013, 2014-2015
- Supercoppa di Turchia: 3

Galatasaray: 2012, 2013, 2015
- Coppa di Turchia: 3

Galatasaray: 2013-2014, 2014-2015, 2015-2016